# Károly Kisfaludy
Károly Kisfaludy (n. 5 februarie 1788, Tét – d. 21 noiembrie 1830, Pesta) a fost un scriitor maghiar, fratele scriitorului Sándor Kisfaludy.
Este considerat întemeietor la literaturii dramatice maghiare și precursor al romantismului.
A scris drame patriotice și poeme lirice.

## Scrieri
- 1809: Tătarii din Ungaria ("A tatárok Magyarországon")
- 1817: Pretendenții ("A kérők")
- 1828: Deziluzii ("Csalódások")
- 1824: Mohács.

În 1822 a fondat revista Aurora, iar pentru activitatea în cadrul acesteia a fost recompensat cu premiul Marczibányi în 1826.